# Martin Schumacher
 (juin 2017).
Si vous disposez d'ouvrages ou d'articles de référence ou si vous connaissez des sites web de qualité traitant du thème abordé ici, merci de compléter l'article en donnant les références utiles à sa vérifiabilité et en les liant à la section « Notes et références ».
Pour les articles homonymes, voir Schumacher.
Martin Schumacher (né le 28 juin 1950 à Dortmund, Allemagne) est un statisticien allemand. Il a été directeur de l'Institut de biométrie médicale et de statistique du Centre médical de l'Université de Fribourg de 1986 à 2017.

## Biographie
Martin Schumacher est diplômé de l'Université de Dortmund avec un diplôme en mathématiques et statistiques en 1974. Il est resté à Dortmund et a obtenu son doctorat en 1977. Entre 1975 et 1979 et 1983 et 1986, il a d'abord travaillé comme assistant de recherche pour le Professeur Siegfried Schach et ensuite en tant que professeur de statistique en sciences. Entre ces périodes passées à Dortmund, il a passé les années 1979-1983 à l'Institut de statistiques médicales de l'Université de Heidelberg, dirigé par Herbert Immich. Là, il a enseigné en 1982 avec une thèse axée sur l'analyse du temps de survie. En 1984, il a travaillé comme professeur invité au Département de biostatistique de l'Université de Washington à Seattle, WA (États-Unis). Il est devenu le chef de l'Institut de biométrie médicale et de la statistique du Centre médical - Université de Fribourg d'avril 1986 jusqu'à sa retraite en mai 2017.
Martin Schumacher était doyen de la faculté de médecine de l'Université de Fribourg entre 2001 et 2003. Il était également membre de la Faculté de mathématiques et de physique. Sous son mandat, le Clinical Trials Center, le Centre Cochrane allemand et le German Clinical Trials Register (DRKS) ont été créés.
En plus de faire une autre recherche, Martin Schumacher a fait de la formation et du mentorat pour les jeunes chercheurs. Le livre "Methodik Klinischer Studien" (Méthodologie des essais cliniques) de Schumacher et Schulgen est le premier livre sur ce sujet en langue allemande et le manuel standard en Allemagne.
Il y a eu plusieurs symposiums internationaux axés sur la méthodologie sous Martin Schumacher. Il a également organisé régulièrement des conférences sur les statistiques médicales d'Oberwolfach et de la Conférence biométrique internationale (IBC) en 2002, ainsi que sur la troisième réunion du Consortium allemand en statistiques (DAGStat 2013). Il a été invité à donner la 21e Conférence commémorative Bradford Hill en 2012.
Martin Schumacher est le (co) auteur de plus de 250 publications scientifiques et supervisé plus de 20 doctorants. Il a publié de nombreux articles sur divers aspects méthodologiques et statistiques de la planification et de l'analyse des études dans le domaine de l'épidémiologie clinique.